# Batalla de Nadaun
La Batalla de Nadaun se produjo en Nadaun, entre el rajá Bhim Chand de Bilaspur (Kahlur) y los mogoles dirigidos por Alif Khan. El rajá Bhim Chand tenía el apoyo del gurú Gobind Singh (el décimo gurú sij), así como de otros cabecillas, los cuales rehusaban pagar tributo al emperador mogol. En cambio, los mogoles recibían el apoyo del rajá de Kangra , así como del rajá Dayal de Bijarwall. La batalla terminó con la victoria de Bhim Chand y de sus aliados.
Los diversos autores que han estudiado este tema han situado la fecha de la batalla en momentos tan diversos como 1687, 1689, 1690, el 20 de marzo de 1691, o el 4 de abril de 1691.
Bichitra Natak, considerada como la autobiografía de Guru Gobind Singh, es una de las mejores fuentes de información sobre la batalla. No obstante, su autoría está disputada por algunos académicos.

## Antecedentes
Durante el imperio mogol en la India (1556-1707), varios gurús sij fueron asesinados por los mogoles por oponerse a la persecución de comunidades religiosas minoritarias, y los sij se militarizaron y lucharon contra los mogoles. Las campañas del emperador mogol Aurangzeb por la meseta del Decán contra Bijapur y Golkonda habían supuesto una fuerte presión para el tesoro mogol. Para financiar estos gastos, Aurangazeb ordenó al gobernador del Panyab, Azim Khan, que recuperara la imposición de un tributo anual sobre los líderes de los estados de la región, los cuales habían estado evitando el pago durante tres años consecutivos. 
Azim Khan asignó el deber de recolectar estos tributos a Mian Khan, virrey de Jammu. El deber de recolectar los tributos de Kangra y a los principados vecinos fue asignado a Alif Khan (o Alafia Khan).
Alif Khan, primero, se acercó al rajá Kirpal Chand (o Bhim Chand Katoch) de Kangra. El rajá le anunció que el rajá Bhim Chand de Bilaspur (Kahlur) era el rey más poderoso de la región; si él pagaba el tributo, entonces los otros le seguirían. El rajá Dayal de Bijarwal fue persuadido por Kirpal para que satisficiera las demandas de Alif Khan. A petición del rajá Kirpal, Alif Khan se dirigió hacia la capital de Bhim Chand, antes de llegar se detuvo en Nadaun, enviando un emisario a Bhim Chand de Bilaspur con sus demandas. Aun así, Bhim Chand rehusó pagar el tributo.
El rajá Bhim Chand de Bilaspur formó una alianza con el resto de los rajas de la meseta, además de buscar el apoyo del gurú Gobind Singh. El gurú, que estaba en contra del concepto de pagar tributos a los mogoles, decidió apoyar a Bhim Chand.

## Descripción en el Bichitra Natak
El autor del Bichitra Natak explica que Bhim Chand recibió el apoyo del rajá Singh, Ram Singh, Sukhdev Gaji de Jasrot, y Prithi Chand de Dadhwal, entre otros. También asegura que los rajputs de las tribus Nanglua y Panglu, así como los soldados de Jaswant y Guler, también participaron en la batalla.
Inicialmente, las fuerzas de Kirpal Chand eran mucho más numerosas que las de Bhim Chand. Sin embargo, Bhim Chand recitó mantras a Hánuman, e hizo venir a todos sus aliados, incluido el gurú. Cuando las fuerzas combinadas tiraron el ataque, las tropas enemigas del rajá Dayal de Bijharwal y del rajá Kirpal también avanzaron. En la batalla consecuente, las fuerzas de los mogoles y de Kirpal Chand fueron conducidas hacia un río Alif Khan y sus soldados huyeron del campo de batalla.

## Consecuencias
Según el Bichitra Natak, el gurú Gobind Singh se quedó en Nadaun, junto al cauce del río Beas, durante ocho días más, visitando los lugares donde se encontraban todos los cabecillas. Más adelante, las dos partes llegaron a un acuerdo y se estableció la paz.
Con el incremento del poder del gurú Gobind Singh y el establecimiento de la orden militar de los Khalsa, los rajas de montañas Siwalik se alarmaron, y tras varios intentos fallidos de acabar con el poder del gurú, pidieron ayuda de los mogoles, pudiéndolos vencer en la segunda batalla de Anandpur tras una derrota del año anterior.
Finalmente, el  maharajá Ranjit Singh construyó una gurdwara en el lugar exacto donde el gurú había plantado su tienda. La gurdwara quedó afiliada al Shiromani Gurdwara Prabandhak Committee en 1935. Se la conoce como Gurudwara Dasvin Patshahi o Gurdwara Nadaun Sahib.